# نقولا باسیلی نقولا
نقولا باسیلی نقولا (به انگلیسی: Nakoula Basseley Nakoula) یک مصری-آمریکایی است که گفته می‌شود تهیه کننده و کارگردان فیلم اسلام‌ستیزانه بی‌گناهی مسلمانان است.
پس از انتشار گزارش‌هایی مبنی بر اینکه او فیلم بی‌گناهی مسلمانان را ساخته است، تحت محافظت پلیس آمریکا درآمد. نقولا باسیلی با نام مستعار سام باسیل پیش پرده این فیلم را در پایگاه اینترنتی یوتیوب قرار داده است. پلیس آمریکا اعلام کرد وی از پلیس درخواست کرده تا در خانه‌اش از او محافظت شود. او در چهل کیلومتری جنوب شهر لس آنجلس در ایالت کالیفرنیای آمریکا زندگی می کند. اطلاعات دیگری درباره او وجود ندارد به استثنای اینکه وی در سال دو هزار و ده به علت تخلف مالی به بیست ماه زندان محکوم شده بود.